# 제23회 세자르상
제23회 세자르상은 1998년 2월 28일에 열린 시상식이다.

## 수상 및 후보

### 작품상
- 우리들은 그 노래를 알고 있다 - 알랭 레네 수상

### 외국어영화상
- 잉글리쉬 페이션트 - 안소니 밍겔라

### 공로상
- 앱솔루트 파워 - 클린트 이스트우드 수상

## 같이 보기
- 제70회 아카데미상
- 제51회 영국 아카데미 영화상
- 제10회 유럽 영화상